# زبان منطقه‌ای
زبان منطقه‌ای یا زبان بومی یا زبان ناحیه‌ای (انگلیسی: Regional language) زبانی است که در بخشی از یک کشور رواج دارد. منطقه‌ای که یک زبان منطقه‌ای در آن رواج دارد می‌تواند یک ناحیه کوچک یا چندین ایالت یا استان باشد. معمولاً اصطلاح زبان منطقه‌ای در تمایز با زبان ملی به کار می‌رود ولی می‌تواند جزو زبان‌های رسمی یک کشور باشد.
زبان منطقه‌ای ممکن است تعداد گویشوران زیادی داشته باشد به نحوی که از زبان رسمی منطقه هم بیشتر باشند. برای مثال زبان زبان کاتالان در اسپانیا چنین وضعیتی دارد.